# Валиев, Мераб Мурадович
Мера́б Мура́дович Ва́лиев (осет. Уалыты Мурады фырт Мераб; род. 14 июня 1970, Юго-Осетинская АО) — украинский борец вольного стиля, чемпион Европы (1994) и призёр чемпионата мира (1993). Мастер спорта международного класса по вольной борьбе.

## Биография
Родился 14 июня 1970 года в Южной Осетии в осетинской семье. В 1983 году стал заниматься вольной борьбой. В 1988 году стал обладателем Кубка мира среди молодёжи в Сент-Джонсе. В 1990 году стал чемпионом СССР среди молодёжи. В 1992 году на чемпионате СНГ в Москве стал серебряным призёром и в этом же году перебрался на Украину, где выступал за национальную сборную команду этой страны. В 1993 году стал серебряным призёром чемпионата мира в Торонто и чемпионата Европы в Стамбуле. В 1994 году стал чемпионом Европы в Риме. В 1995 году становится вторым на чемпионате Европы в Фрибуре. В 1996 году становится бронзовым призёром чемпионате Европы в Будапеште, а также участвует на летних Олимпийских играх в Атланте и занимает 7 место. В 2000 году принимал участие на летних Олимпийских играх в Сиднее, но занял всего лишь 18 место.

## Спортивные достижения
- Чемпион Европы в Риме (1994)
- Победитель Кубка мира среди молодёжи в Сент-Джонсе (1988)
- Чемпион СССР среди молодёжи (1990)